# Onzième district congressionnel de Pennsylvanie
Le 11e district congressionnel de Pennsylvanie est situé dans la partie centre-sud-est de l'État. Il comprend tout le comté de Lancaster et des parties du comté de York au sud et à l'est de la ville de York, mais à l'exclusion de celle-ci. Le Républicain Lloyd Smucker représente le district.
Avant 2018, le 11e district était situé dans la partie centre-est de l'État. La Cour suprême de Pennsylvanie a redessiné le district en février 2018 après avoir jugé la carte précédente inconstitutionnelle, la centrant autour de Pottsville et la renumérotant 9e district. Le nouveau 11e district est essentiellement le successeur de l'ancien 16e district, avec une représentation aux élections de 2018 et au-delà. Avec le cycle de redécoupage de 2020, la frontière du district de Pennsylvanie entre Hanovre et York a été ajustée pour inclure moins de terres au nord de Spring Grove et davantage au sud-est de York, à compter des élections de 2022.
Le Républicain Lou Barletta a représenté le 11e district dans ses anciennes limites de 2011 à 2019, le premier Républicain à le faire depuis près de 30 ans.

## Géographie
De 2003 à 2013, le district comprenait Scranton, Wilkes-Barre, Hazleton et la plupart des Poconos. Avec une base solide dans les domaines industriels et les groupes ethniques, il était autrefois considéré comme un siège Démocrate très sûr, mais il est devenu plus compétitif ces dernières années. L'ancien Représentant démocrate de longue date, Paul Kanjorski, a affronté la compétition la plus serrée de son histoire en 2008, battant de peu Lou Barletta, le maire républicain de Hazleton, 138 849 contre 129 358. En 2010, Kanjorski a été renversé par Barletta avec un vote de 45 à 55 %.
Le district a été considérablement redessiné par la législature de l'État au cours du redécoupage de 2012 après le recensement de 2010, modifiant considérablement le 11e. Il a perdu Scranton et Wilkes-Barre au profit du 17e district. Pour compenser la perte de population, le 11e a été repoussé vers des territoires plus ruraux et à tendance républicaine au nord et au sud. Elle s'étendait ensuite des Poconos jusqu'à la banlieue d'Harrisburg.
Le district comprend le plus grand nombre de communautés Amish de tous les districts des États-Unis. Le Représentant actuel, Lloyd Smucker, appartenait au Old Order Amish au moment de sa naissance, mais sa famille a quitté la communauté quand il avait cinq ans.

## Historique de vote
| Année | Poste      | Résultats                      |
| ----- | ---------- | ------------------------------ |
| 2000  | Président  | Gore 54,0 % – 43,0 %           |
| 2004  | Président  | Kerry 53,0 % – 47,0 %          |
| 2008  | Président  | Obama 57,0 % – 42,0 %          |
| 2012  | Président  | Romney 54,0 % – 45,0 %         |
| 2016  | Président  | Trump 60,0 % – 36,0 %          |
| 2018  | Gouverneur | Wagner (en) 53,0 % – 45,0 %    |
| 2020  | Président  | Trump 60,0 % – 38,0 %          |
| 2022  | Gouverneur | Mastriano (en) 52,0 % – 46,0 % |
| 2022  | Sénat      | Öz 58,0 % – 40,0 %             |

## Liste des Représentants du district

### 1795 - 1823: Un siège
District établit en 1795
| Membre                          | Parti                 | Années                        | Congrès   | Histoire électorale |
| ------------------------------- | --------------------- | ----------------------------- | --------- | --- |
| District établit le 4 mars 1795 |                       |                               |           | |
| William Findley (en)            | Républicain-Démocrate | 4 mars 1795 - 3 mars 1799     | 4e , 5e   | Redécoupage depuis le district at-large et réélu en 1794. Réélu en 1796. Retrait.                                                         |
| John Smilie (en)                | Républicain-Démocrate | 4 mars 1799 - 3 mars 1803     | 6e , 7e   | Élu en 1798. Réélu en 1800. Redécoupage vers le 9e district.                                                                              |
| John B. C. Lucas (en)           | Républicain-Démocrate | 4 mars 1803 - 1805            | 8e , 9e   | Élu en 1802. Réélu en 1804. Démissionne avant le début du Congrès pour devenir Juge de District des États-Unis.                           |
| Vacant                          | Vacant                | 1805 - 2 décembre 1805        | 9e        | |
| Samuel Smith (en)               | Républicain-Démocrate | 2 décembre 1805 - 3 mars 1811 | 9e - 11e  | Élu le 8 octobre 1805 pour terminer le mandat de Lucas et intronisé le 2 décembre 1805. Réélu en 1806. Réélu en 1808. Perd sa réélection. |
| Abner Lacock (en)               | Républicain-Démocrate | 4 mars 1811 - 3 mars 1813     | 12e       | Élu en 1810. Redécoupage vers le 15e district et réélu en 1812 mais démissionne avant le début du mandat car élu au Sénat des États-Unis. |
| William Findley (en)            | Républicain-Démocrate | 4 mars 1813 - 3 mars 1817     | 13e , 14e | Redécoupage depuis le 8e district et réélu en 1812. Réélu en 1814. Retrait.                                                               |
| David Marchand (en)             | Républicain-Démocrate | 4 mars 1817 - 3 mars 1821     | 15e , 16e | Élu en 1816. Réélu en 1818. Retrait. |
| George Plumer (en)              | Républicain-Démocrate | 4 mars 1821 - 3 mars 1823     | 17e       | Élu en 1820. Redécoupage vers le 17e district.                                                                                            |

### 1823 - 1833: Deux sièges
| Congrès | Années                               | Siège A                 | Siège A               | Siège A                                                                             |                     | Siège B               | Siège B                                                                     | Siège B |
| Congrès | Années                               | Membre                  | Parti                 | Histoire électorale                                                                 | Membre              | Parti                 | Histoire électorale                                                         |         |
| ------- | ------------------------------------ | ----------------------- | --------------------- | ----------------------------------------------------------------------------------- | ------------------- | --------------------- | --------------------------------------------------------------------------- | ------- |
| 18e     | 4 mars 1823 - 3 mars 1825            | James Wilson (en)       | Républicain-Démocrate | Élu en 1822. Réélu en 1824. Réélu en 1826. Perd sa réélection.                      | John Findlay (en)   | Républicain-Démocrate | Redécoupage depuis le 5e district et réélu en 1822. Réélu en 1824. Retrait. |         |
| 19e     | 4 mars 1825 - 3 mars 1827            | James Wilson (en)       | Jacksonien (en)       | Élu en 1822. Réélu en 1824. Réélu en 1826. Perd sa réélection.                      | John Findlay (en)   | Jacksonien (en)       | Redécoupage depuis le 5e district et réélu en 1822. Réélu en 1824. Retrait. |         |
| 20e     | 4 mars 1827 - 3 mars 1829            | James Wilson (en)       | Jacksonien (en)       | Élu en 1822. Réélu en 1824. Réélu en 1826. Perd sa réélection.                      | William Ramsey (en) | Jacksonien (en)       | Élu en 1826. Réélu en 1828. Réélu en 1830. Décès.                           |         |
| 21e     | 4 mars 1829 - 3 mars 1831            | Thomas H. Crawford (en) | Jacksonien (en)       | Élu en 1828. Réélu en 1830. Redécoupage vers le 12e district et perd sa réélection. | William Ramsey (en) | Jacksonien (en)       | Élu en 1826. Réélu en 1828. Réélu en 1830. Décès.                           |         |
| 22e     | 4 mars 1831 - 29 septembre 1831      | Thomas H. Crawford (en) | Jacksonien (en)       | Élu en 1828. Réélu en 1830. Redécoupage vers le 12e district et perd sa réélection. | William Ramsey (en) | Jacksonien (en)       | Élu en 1826. Réélu en 1828. Réélu en 1830. Décès.                           |         |
| 22e     | 29 septembre 1831 - 22 novembre 1831 | Thomas H. Crawford (en) | Jacksonien (en)       | Élu en 1828. Réélu en 1830. Redécoupage vers le 12e district et perd sa réélection. | Vacant              | Vacant                | Vacant                                                                      |         |
| 22e     | 22 novembre 1831 - 3 mars 1833       | Thomas H. Crawford (en) | Jacksonien (en)       | Élu en 1828. Réélu en 1830. Redécoupage vers le 12e district et perd sa réélection. | Robert McCoy (en)   | Jacksonien (en)       | Élu pour terminer le mandat de Ransey.                                      |         |

### 1833 - Présent: Un siège
| Representative             | Party                 | Years                            | Congress    | Electoral history |
| -------------------------- | --------------------- | -------------------------------- | ----------- | --- |
| Charles A. Barnitz (en)    | Anti-maçonnique       | 4 mars 1833 - 3 mars 1835        | 23e         | Élu en 1832. Perd sa réélection. |
| Henry Logan (en)           | Jacksonien (en)       | 4 mars 1835 - 3 mars 1837        | 24e , 25e   | Élu en 1834. Réélu en 1836. Retrait. |
| Henry Logan (en)           | Démocrate             | 4 mars 1837 - 3 mars 1839        | 24e , 25e   | Élu en 1834. Réélu en 1836. Retrait. |
| James Gerry (en)           | Démocrate             | 4 mars 1839 - 3 mars 1843        | 26e , 27e   | Élu en 1838. Réélu en 1840. Retrait. |
| Benjamin A. Bidlack (en)   | Démocrate             | 4 mars 1843 - 3 mars 1845        | 28e         | Redécoupage depuis le 15e district et réélu en 1843. |
| Owen D. Leib (en)          | Démocrate             | 4 mars 1845 - 3 mars 1847        | 29e         | Élu en 1844. Perd sa réélection. |
| Chester P. Butler (en)     | Whig                  | 4 mars 1847 - 5 octobre 1850     | 30e , 31e   | Élu en 1846. Réélu en 1848. Décès. |
| Vacant                     | Vacant                | 5 octobre 1850 - 13 janvier 1851 | 31e         | |
| John Brisbin (en)          | Démocrate             | 13 janvier 1851 - 3 mars 1851    | 31e         | Élu pour terminer le mandat de Butler. Retrait. |
| Henry M. Fuller (en)       | Whig                  | 4 mars 1851 - 3 mars 1853        | 32e         | Élu en 1850. Perd sa renomination. |
| Christian M. Straub (en)   | Démocrate             | 4 mars 1853 - 3 mars 1855        | 33e         | Élu en 1852. Retrait. |
| James H. Campbell (en)     | Opposition Party (en) | 4 mars 1855 - 3 mars 1857        | 34e         | Élu en 1854. Perd sa réélection. |
| William L. Dewart (en)     | Démocrate             | 4 mars 1857 - 3 mars 1859        | 35e         | Élu en 1856. Perd sa réélection. |
| James H. Campbell (en)     | Républicain           | 4 mars 1859 - 3 mars 1863        | 36e , 37e   | Élu en 1858. Réélu en 1860. Retrait. |
| Philip Johnson (en)        | Démocrate             | 4 mars 1863 - 29 janvier 1867    | 38e , 39e   | Redécoupage depuis le 13e district et réélu en 1862. Réélu en 1864. Réélu en 1866 mais décède avant le début du mandat suivant. |
| Vacant                     | Vacant                | 29 janvier 1867 - 3 mars 1867    | 39e         | |
| Daniel M. Van Auken (en)   | Démocrate             | 4 mars 1867 - 3 mars 1871        | 40e , 41e   | Élu en 1867 pour terminer le mandat de Johnson. Réélu en 1868. Retrait. |
| John B. Storm (en)         | Démocrate             | 4 mars 1871 - 3 mars 1875        | 42e , 43e   | Élu en 1870. Réélu en 1872. Retrait. |
| Francis D. Collins (en)    | Démocrate             | 4 mars 1875 - 3 mars 1879        | 44e , 45e   | Élu en 1874. Réélu en 1876. |
| Robert Klotz (en)          | Démocrate             | 4 mars 1879 - 3 mars 1883        | 46e , 47e   | Élu en 1878. Réélu en 1880. |
| John B. Storm (en)         | Démocrate             | 4 mars 1883 - 3 mars 1887        | 48e , 49e   | Élu en 1882. Réélu en 1884. Retrait. |
| Charles R. Buckalew (en)   | Démocrate             | 4 mars 1887 - 3 mars 1889        | 50e         | Élu en 1886. Redécoupage vers le 17e |
| Joseph A. Scranton         | Républicain           | 4 mars 1889 - 3 mars 1891        | 51e         | Élu en 1888. Perd sa réélection. |
| Lemuel Amerman (en)        | Démocrate             | 4 mars 1891 - 3 mars 1893        | 52e         | Élu en 1890. Perd sa réélection. |
| Joseph A. Scranton         | Républicain           | 4 mars 1893 - 3 mars 1897        | 53e , 54e   | Élu en 1892. Réélu en 1894. Retrait. |
| William Connell (en)       | Républicain           | 4 mars 1897 - 3 mars 1903        | 55e - 57e   | Élu en 1896. Réélu en 1898. Réélu en 1900. Redécoupage vers le 10e district. |
| Henry W. Palmer (en)       | Républicain           | 4 mars 1903 - 3 mars 1907        | 58e , 59e   | Redécoupage depuis le 12e district et réélu en 1902. Réélu en 1904. |
| John T. Lenahan (en)       | Démocrate             | 4 mars 197 - 3 mars 1909         | 60e         | Élu en 1906. Retrait. |
| Henry W. Palmer (en)       | Républicain           | 4 mars 1909 - 3 mars 1911        | 61e         | Élu en 1908. |
| Charles C. Bowman (en)     | Républicain           | 4 mars 1911 - 12 décembre 1912   | 62e         | Élu en 1910. Élection contestée et siège déclaré vacant. Perd sa réélection. |
| Vacant                     | Vacant                | 12 décembre 1912 - 3 mars 1913   | 62e         | |
| John J. Casey (en)         | Démocrate             | 4 mars 1913 - 3 mars 1917        | 63e , 64e   | Élu en 1912. Réélu en 1914. Perd sa réélection. |
| Thomas W. Templeton (en)   | Républicain           | 4 mars 1917 - 3 mars 1919        | 65e         | Élu en 1916. Retrait. |
| John J. Casey (en)         | Démocrate             | 4 mars 1919 - 3 mars 1921        | 66e         | Élu en 1918. Perd sa réélection. |
| Clarence D. Coughlin (en)  | Républicain           | 3 mars 1921 - 3 mars 1923        | 67e         | Élu en 1920. Perd sa réélection. |
| Laurence H. Watres (en)    | Républicain           | 4 mars 1923 - 3 mars 1931        | 68e - 71e   | Élu en 1922. Réélu en 1924. Réélu en 1926. Réélu en 1928. Retrait. |
| Patrick J. Boland (en)     | Démocrate             | 4 mars 1931 - 18 mai 1942        | 72e - 77e   | Élu en 1930. Réélu en 1932. Réélu en 1934. Réélu en 1936. Réélu en 1938. Réélu en 1940. Décès. |
| Vacant                     | Vacant                | 18 mai 1942 - 3 novembre 1942    | 77e         | |
| Veronica Grace Boland (en) | Démocrate             | 3 novembre 1942 - 3 janvier 1943 | 77e         | Élue pour terminer le mandat de son mari. Retrait. |
| John W. Murphy (en)        | Démocrate             | 3 janvier 1943 - 3 janvier 1945  | 78e         | Élu en 1942. Redécoupage vers le 10e district. |
| Daniel Flood (en)          | Démocrate             | 3 janvier 1945 - 3 janvier 1947  | 79e         | Élu en 1944. Perd sa réélection. |
| Mitchell Jenkins (en)      | Républicain           | 3 janvier 1947 - 3 janvier 1949  | 80e         | Élu en 1946. Retrait. |
| Daniel Flood (en)          | Démocrate             | 3 janvier 1949 - 3 janvier 1953  | 81e , 82e   | Élu en 1948. Réélu en 1950. Perd sa réélection. |
| Edward Bonin (en)          | Républicain           | 3 janvier 1953 - 3 janvier 1955  | 83e         | Élu en 1952. Perd sa réélection. |
| Daniel Flood (en)          | Démocrate             | 3 janvier 1955 - 31 janvier 1980 | 84e - 96e   | Élu en 1954. Réélu en 1956. Réélu en 1958. Réélu en 1960. Réélu en 1962. Réélu en 1964. Réélu en 1966. Réélu en 1968. Réélu en 1970. Réélu en 1972. Réélu en 1974. Réélu en 1976. Réélu en 1978. Démissionne à la suite d'accusations de corruption. |
| Vacant                     | Vacant                | 31 janvier 1980 - 9 avril 1980   | 96e         | |
| Ray Musto (en)             | Démocrate             | 9 avril 1980 - 3 janvier 1981    | 96e         | Élu pour terminer le mandat de Flodd. Perd sa réélection. |
| James Nelligan (en)        | Républicain           | 3 janvier 1981 - 3 janvier 1983  | 97e         | Élu en 1980. Perd sa réélection. |
| Frank Harrison (en)        | Démocrate             | 3 janvier 1983 - 3 janvier 1985  | 98e         | Élu en 1982. Perd sa renomination. |
| Paul Kanjorski             | Démocrate             | 3 janvier 1985 - 3 janvier 2011  | 99e - 111e  | Élu en 1984. Réélu en 1986. Réélu en 1988. Réélu en 1990. Réélu en 1992. Réélu en 1994. Réélu en 1996. Réélu en 1998. Réélu en 2000. Réélu en 2002. Réélu en 2004. Réélu en 2006. Réélu en 2008. Perd sa réélection.                                 |
| Lou Barletta               | Républicain           | 3 janvier 2011 - 3 janvier 2019  | 112e - 115e | Élu en 2010. Réélu en 2012. Réélu en 2014. Réélu en 2016. Redécoupage vers le 9e district et retrait pour se présenter comme Sénateur des États-Unis.                                                                                                |
| Lloyd Smucker              | Républicain           | 3 janvier 2019 - Présent         | 116e - 118e | Redécoupage depuis le 16e district et réélu en 2018. Réélu en 2020. Réélu en 2022. |

## Résultats des récentes élections
Voici les résultats des dix précédents cycles électoraux dans le district.

## Frontières historiques du district

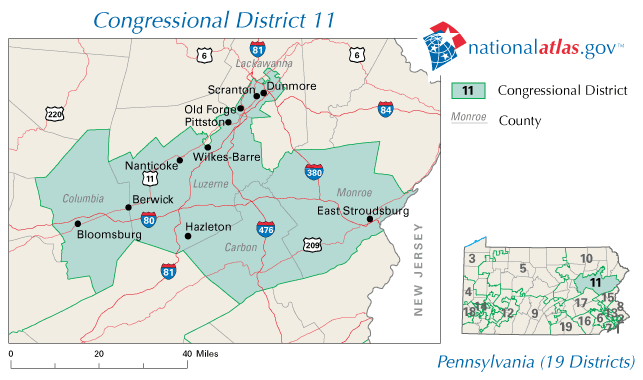
2003 - 2013

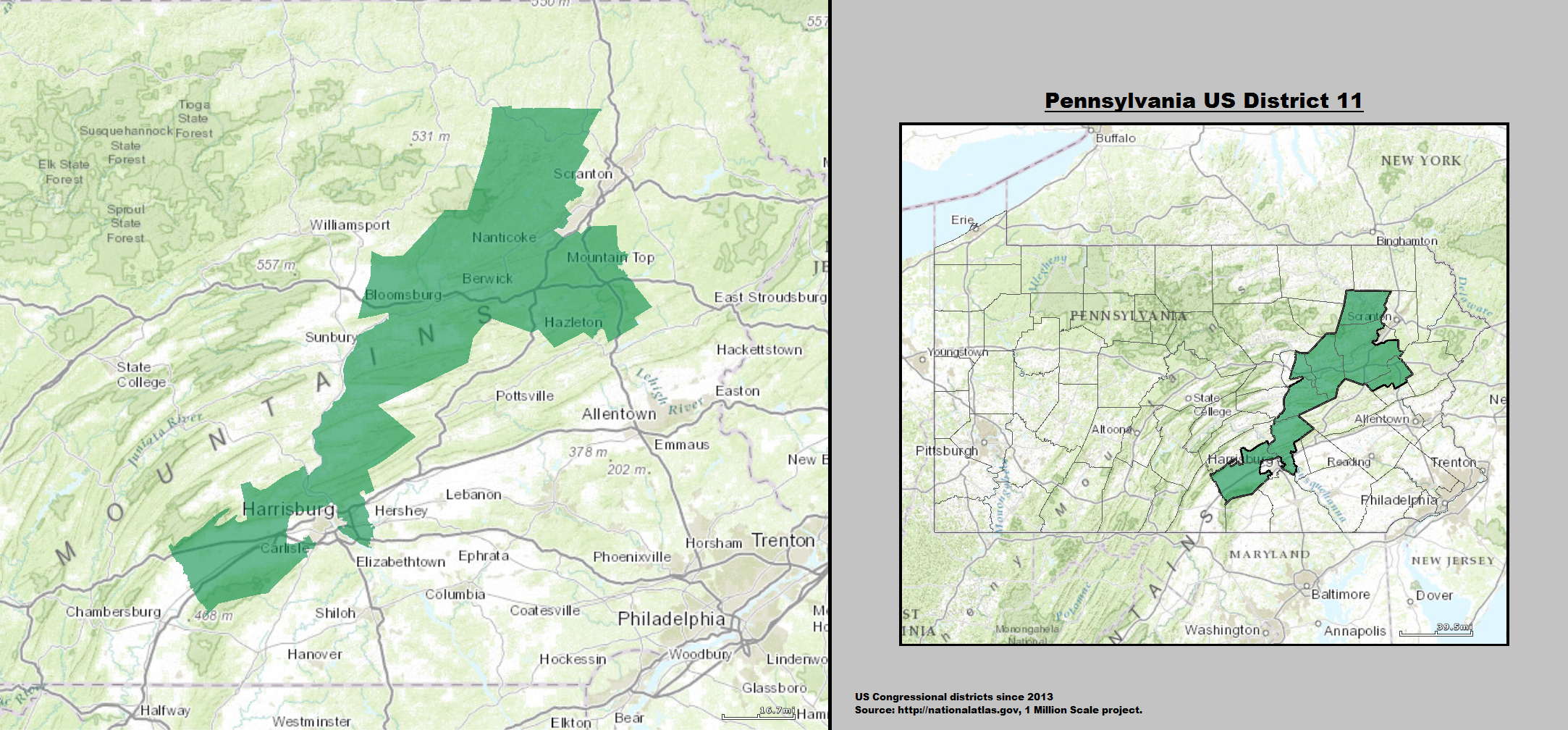
2013 - 2019

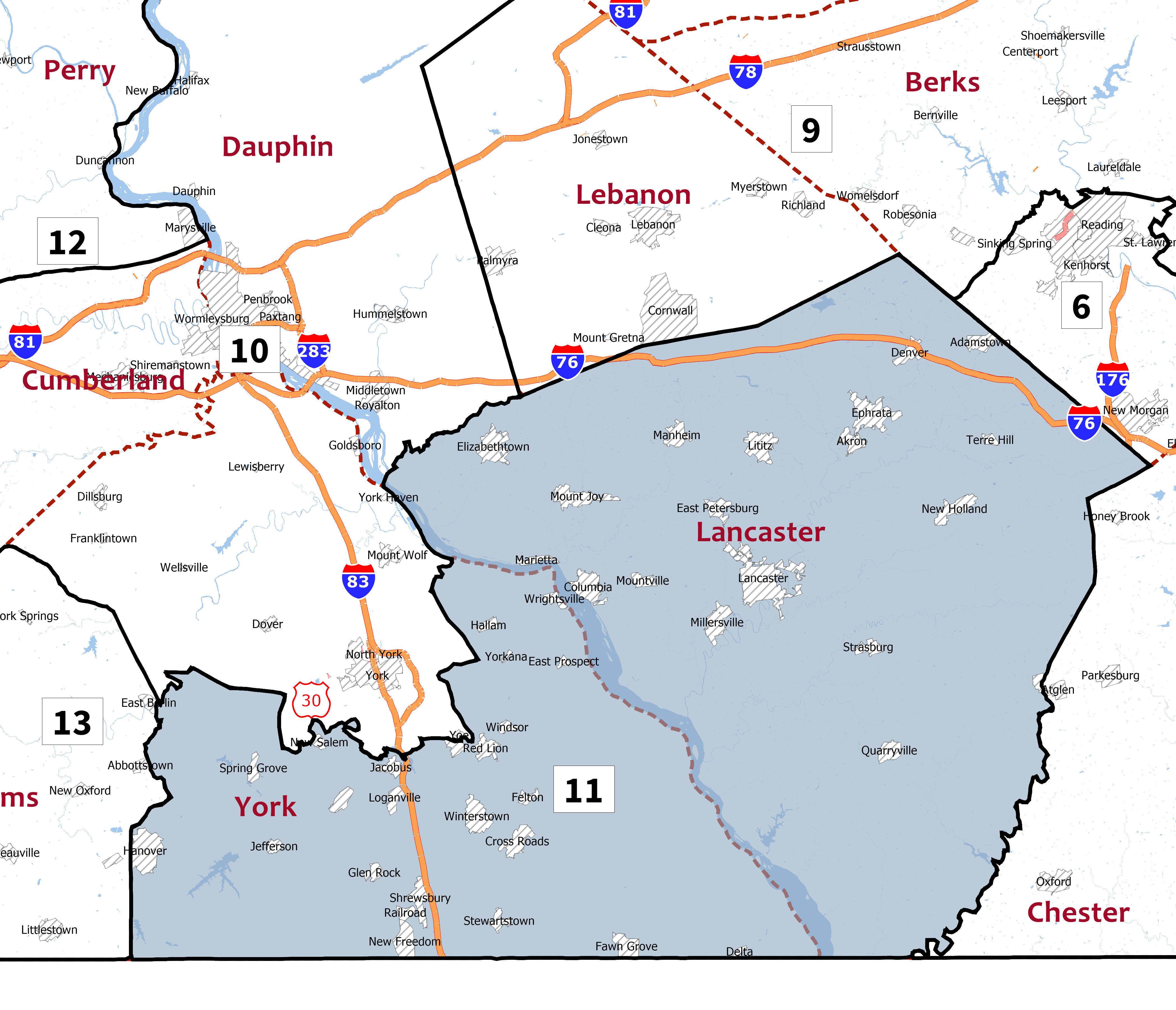
2019 - 2023

### 2004
| Élection de 2004 du 11e district congressionnel de Pennsylvanie | Élection de 2004 du 11e district congressionnel de Pennsylvanie | Élection de 2004 du 11e district congressionnel de Pennsylvanie | Élection de 2004 du 11e district congressionnel de Pennsylvanie | Élection de 2004 du 11e district congressionnel de Pennsylvanie |
| --------------------------------------------------------------- | --------------------------------------------------------------- | --------------------------------------------------------------- | --------------------------------------------------------------- | --------------------------------------------------------------- |
| Parti                                                           | Parti                                                           | Candidat                                                        | Votes                                                           | %                                                               |
|                                                                 | Démocrate                                                       | Paul Kanjorski (sortant)                                        | 171 147                                                         | 94,4                                                            |
|                                                                 | Constitution                                                    | Kenneth C. Brenneman                                            | 10 105                                                          | 5,6                                                             |
| Total des votes                                                 | Total des votes                                                 | Total des votes                                                 | 181 252                                                         | 100 %                                                           |
|                                                                 | Les Démocrates conservent                                       |                                                                 |                                                                 |                                                                 |

### 2006
| Élection de 2006 du 11e district congressionnel de Pennsylvanie | Élection de 2006 du 11e district congressionnel de Pennsylvanie | Élection de 2006 du 11e district congressionnel de Pennsylvanie | Élection de 2006 du 11e district congressionnel de Pennsylvanie | Élection de 2006 du 11e district congressionnel de Pennsylvanie |
| --------------------------------------------------------------- | --------------------------------------------------------------- | --------------------------------------------------------------- | --------------------------------------------------------------- | --------------------------------------------------------------- |
| Parti                                                           | Parti                                                           | Candidat                                                        | Votes                                                           | %                                                               |
|                                                                 | Démocrate                                                       | Paul Kanjorski (sortant)                                        | 134 340                                                         | 72,5                                                            |
|                                                                 | Républicain                                                     | Joseph F. Leonardi                                              | 51 033                                                          | 27,5                                                            |
|                                                                 | Write-In                                                        | Write-In                                                        | 40                                                              | 0,0                                                             |
| Total des votes                                                 | Total des votes                                                 | Total des votes                                                 | 185 413                                                         | 100 %                                                           |
|                                                                 | Les Démocrates conservent                                       |                                                                 |                                                                 |                                                                 |

### 2008
| Élection de 2008 du 11e district congressionnel de Pennsylvanie | Élection de 2008 du 11e district congressionnel de Pennsylvanie | Élection de 2008 du 11e district congressionnel de Pennsylvanie | Élection de 2008 du 11e district congressionnel de Pennsylvanie | Élection de 2008 du 11e district congressionnel de Pennsylvanie |
| --------------------------------------------------------------- | --------------------------------------------------------------- | --------------------------------------------------------------- | --------------------------------------------------------------- | --------------------------------------------------------------- |
| Parti                                                           | Parti                                                           | Candidat                                                        | Votes                                                           | %                                                               |
|                                                                 | Démocrate                                                       | Paul Kanjorski (sortant)                                        | 146 379                                                         | 51,6                                                            |
|                                                                 | Républicain                                                     | Lou Barletta                                                    | 137 151                                                         | 48,4                                                            |
| Total des votes                                                 | Total des votes                                                 | Total des votes                                                 | 283 530                                                         | 100 %                                                           |
|                                                                 | Les Démocrates conservent                                       |                                                                 |                                                                 |                                                                 |

### 2010
| Élection de 2010 du 11e district congressionnel de Pennsylvanie | Élection de 2010 du 11e district congressionnel de Pennsylvanie | Élection de 2010 du 11e district congressionnel de Pennsylvanie | Élection de 2010 du 11e district congressionnel de Pennsylvanie | Élection de 2010 du 11e district congressionnel de Pennsylvanie |
| --------------------------------------------------------------- | --------------------------------------------------------------- | --------------------------------------------------------------- | --------------------------------------------------------------- | --------------------------------------------------------------- |
| Parti                                                           | Parti                                                           | Candidat                                                        | Votes                                                           | %                                                               |
|                                                                 | Républicain                                                     | Lou Barletta                                                    | 102 179                                                         | 54,7                                                            |
|                                                                 | Démocrate                                                       | Paul Kanjorski (sortant)                                        | 84 618                                                          | 45,3                                                            |
| Total des votes                                                 | Total des votes                                                 | Total des votes                                                 | 186 797                                                         | 100 %                                                           |
|                                                                 | Les Républicains prennent aux Démocrates                        |                                                                 |                                                                 |                                                                 |

### 2012
| Élection de 2012 du 11e district congressionnel de Pennsylvanie | Élection de 2012 du 11e district congressionnel de Pennsylvanie | Élection de 2012 du 11e district congressionnel de Pennsylvanie | Élection de 2012 du 11e district congressionnel de Pennsylvanie | Élection de 2012 du 11e district congressionnel de Pennsylvanie |
| --------------------------------------------------------------- | --------------------------------------------------------------- | --------------------------------------------------------------- | --------------------------------------------------------------- | --------------------------------------------------------------- |
| Parti                                                           | Parti                                                           | Candidat                                                        | Votes                                                           | %                                                               |
|                                                                 | Républicain                                                     | Lou Barletta (sortant)                                          | 166 967                                                         | 58,5                                                            |
|                                                                 | Démocrate                                                       | Gene Stilp                                                      | 118 231                                                         | 41,5                                                            |
| Total des votes                                                 | Total des votes                                                 | Total des votes                                                 | 285 198                                                         | 100 %                                                           |
|                                                                 | Les Républicains conservent                                     |                                                                 |                                                                 |                                                                 |

### 2014
| Élection de 2014 du 11e district congressionnel de Pennsylvanie | Élection de 2014 du 11e district congressionnel de Pennsylvanie | Élection de 2014 du 11e district congressionnel de Pennsylvanie | Élection de 2014 du 11e district congressionnel de Pennsylvanie | Élection de 2014 du 11e district congressionnel de Pennsylvanie |
| --------------------------------------------------------------- | --------------------------------------------------------------- | --------------------------------------------------------------- | --------------------------------------------------------------- | --------------------------------------------------------------- |
| Parti                                                           | Parti                                                           | Candidat                                                        | Votes                                                           | %                                                               |
|                                                                 | Républicain                                                     | Lou Barletta (sortant)                                          | 122 464                                                         | 66,3                                                            |
|                                                                 | Démocrate                                                       | Andrew Ostrowski                                                | 62 228                                                          | 33,7                                                            |
| Total des votes                                                 | Total des votes                                                 | Total des votes                                                 | 184 692                                                         | 100 %                                                           |
|                                                                 | Les Républicains conservent                                     |                                                                 |                                                                 |                                                                 |

### 2016
| Élection de 2016 du 11e district congressionnel de Pennsylvanie | Élection de 2016 du 11e district congressionnel de Pennsylvanie | Élection de 2016 du 11e district congressionnel de Pennsylvanie | Élection de 2016 du 11e district congressionnel de Pennsylvanie | Élection de 2016 du 11e district congressionnel de Pennsylvanie |
| --------------------------------------------------------------- | --------------------------------------------------------------- | --------------------------------------------------------------- | --------------------------------------------------------------- | --------------------------------------------------------------- |
| Parti                                                           | Parti                                                           | Candidat                                                        | Votes                                                           | %                                                               |
|                                                                 | Républicain                                                     | Lou Barletta (sortant)                                          | 199 421                                                         | 63,7                                                            |
|                                                                 | Démocrate                                                       | Michael Marsicano                                               | 113 800                                                         | 36,3                                                            |
| Total des votes                                                 | Total des votes                                                 | Total des votes                                                 | 313 221                                                         | 100 %                                                           |
|                                                                 | Les Républicains conservent                                     |                                                                 |                                                                 |                                                                 |

### 2018
| Élection de 2018 du 11e district congressionnel de Pennsylvanie | Élection de 2018 du 11e district congressionnel de Pennsylvanie | Élection de 2018 du 11e district congressionnel de Pennsylvanie | Élection de 2018 du 11e district congressionnel de Pennsylvanie | Élection de 2018 du 11e district congressionnel de Pennsylvanie |
| --------------------------------------------------------------- | --------------------------------------------------------------- | --------------------------------------------------------------- | --------------------------------------------------------------- | --------------------------------------------------------------- |
| Parti                                                           | Parti                                                           | Candidat                                                        | Votes                                                           | %                                                               |
|                                                                 | Républicain                                                     | Lloyd Smucker (sortant)                                         | 163 708                                                         | 59,0                                                            |
|                                                                 | Démocrate                                                       | Jess King                                                       | 113 876                                                         | 41,0                                                            |
| Total des votes                                                 | Total des votes                                                 | Total des votes                                                 | 277 584                                                         | 100 %                                                           |
|                                                                 | Les Républicains conservent                                     |                                                                 |                                                                 |                                                                 |

### 2020
| Élection de 2020 du 11e district congressionnel de Pennsylvanie | Élection de 2020 du 11e district congressionnel de Pennsylvanie | Élection de 2020 du 11e district congressionnel de Pennsylvanie | Élection de 2020 du 11e district congressionnel de Pennsylvanie | Élection de 2020 du 11e district congressionnel de Pennsylvanie |
| --------------------------------------------------------------- | --------------------------------------------------------------- | --------------------------------------------------------------- | --------------------------------------------------------------- | --------------------------------------------------------------- |
| Parti                                                           | Parti                                                           | Candidat                                                        | Votes                                                           | %                                                               |
|                                                                 | Républicain                                                     | Lloyd Smucker (sortant)                                         | 241 915                                                         | 63,1                                                            |
|                                                                 | Démocrate                                                       | Sarah Hammond                                                   | 141 325                                                         | 36,9                                                            |
| Total des votes                                                 | Total des votes                                                 | Total des votes                                                 | 383 240                                                         | 100 %                                                           |
|                                                                 | Les Républicains conservent                                     |                                                                 |                                                                 |                                                                 |

### 2022
| Primaire Républicaine de 2022 du 11e district congressionnel de Pennsylvanie | Primaire Républicaine de 2022 du 11e district congressionnel de Pennsylvanie | Primaire Républicaine de 2022 du 11e district congressionnel de Pennsylvanie | Primaire Républicaine de 2022 du 11e district congressionnel de Pennsylvanie | Primaire Républicaine de 2022 du 11e district congressionnel de Pennsylvanie |
| ---------------------------------------------------------------------------- | ---------------------------------------------------------------------------- | ---------------------------------------------------------------------------- | ---------------------------------------------------------------------------- | ---------------------------------------------------------------------------- |
| Parti                                                                        | Parti                                                                        | Candidat                                                                     | Votes                                                                        | %                                                                            |
|                                                                              | Républicain                                                                  | Lloyd Smucker (sortant)                                                      | 96 854                                                                       | 100 %                                                                        |

| Primaire Démocrate de 2022 du 11e district congressionnel de Pennsylvanie | Primaire Démocrate de 2022 du 11e district congressionnel de Pennsylvanie | Primaire Démocrate de 2022 du 11e district congressionnel de Pennsylvanie | Primaire Démocrate de 2022 du 11e district congressionnel de Pennsylvanie | Primaire Démocrate de 2022 du 11e district congressionnel de Pennsylvanie |
| ------------------------------------------------------------------------- | ------------------------------------------------------------------------- | ------------------------------------------------------------------------- | ------------------------------------------------------------------------- | ------------------------------------------------------------------------- |
| Parti                                                                     | Parti                                                                     | Candidat                                                                  | Votes                                                                     | %                                                                         |
|                                                                           | Démocrate                                                                 | Bob Hollister                                                             | 46 038                                                                    | 100 %                                                                     |

| Élection de 2022 du 11e district congressionnel de Pennsylvanie | Élection de 2022 du 11e district congressionnel de Pennsylvanie | Élection de 2022 du 11e district congressionnel de Pennsylvanie | Élection de 2022 du 11e district congressionnel de Pennsylvanie | Élection de 2022 du 11e district congressionnel de Pennsylvanie |
| --------------------------------------------------------------- | --------------------------------------------------------------- | --------------------------------------------------------------- | --------------------------------------------------------------- | --------------------------------------------------------------- |
| Parti                                                           | Parti                                                           | Candidat                                                        | Votes                                                           | %                                                               |
|                                                                 | Républicain                                                     | Lloyd Smucker (sortant)                                         | 194 991                                                         | 61,5                                                            |
|                                                                 | Démocrate                                                       | Bob Hollister                                                   | 121 835                                                         | 38,5                                                            |
| Total des votes                                                 | Total des votes                                                 | Total des votes                                                 | 316 826                                                         | 100 %                                                           |
|                                                                 | Les Républicains conservent                                     |                                                                 |                                                                 |                                                                 |

### 2024
| Primaire Républicaine de 2024 du 11e district congressionnel de Pennsylvanie | Primaire Républicaine de 2024 du 11e district congressionnel de Pennsylvanie | Primaire Républicaine de 2024 du 11e district congressionnel de Pennsylvanie | Primaire Républicaine de 2024 du 11e district congressionnel de Pennsylvanie | Primaire Républicaine de 2024 du 11e district congressionnel de Pennsylvanie |
| ---------------------------------------------------------------------------- | ---------------------------------------------------------------------------- | ---------------------------------------------------------------------------- | ---------------------------------------------------------------------------- | ---------------------------------------------------------------------------- |
| Parti                                                                        | Parti                                                                        | Candidat                                                                     | Votes                                                                        | %                                                                            |
|                                                                              | Républicain                                                                  | Lloyd Smucker (sortant)                                                      | 96 854                                                                       | 100 %                                                                        |

| Primaire Démocrate de 2024 du 11e district congressionnel de Pennsylvanie | Primaire Démocrate de 2024 du 11e district congressionnel de Pennsylvanie | Primaire Démocrate de 2024 du 11e district congressionnel de Pennsylvanie | Primaire Démocrate de 2024 du 11e district congressionnel de Pennsylvanie | Primaire Démocrate de 2024 du 11e district congressionnel de Pennsylvanie |
| ------------------------------------------------------------------------- | ------------------------------------------------------------------------- | ------------------------------------------------------------------------- | ------------------------------------------------------------------------- | ------------------------------------------------------------------------- |
| Parti                                                                     | Parti                                                                     | Candidat                                                                  | Votes                                                                     | %                                                                         |
|                                                                           | Démocrate                                                                 | Jim Atkinson                                                              | 46 038                                                                    | 100 %                                                                     |

| Élection de 2024 du 11e district congressionnel de Pennsylvanie | Élection de 2024 du 11e district congressionnel de Pennsylvanie | Élection de 2024 du 11e district congressionnel de Pennsylvanie | Élection de 2024 du 11e district congressionnel de Pennsylvanie | Élection de 2024 du 11e district congressionnel de Pennsylvanie |
| --------------------------------------------------------------- | --------------------------------------------------------------- | --------------------------------------------------------------- | --------------------------------------------------------------- | --------------------------------------------------------------- |
| Parti                                                           | Parti                                                           | Candidat                                                        | Votes                                                           | %                                                               |
|                                                                 | Républicain                                                     | Lloyd Smucker (sortant)                                         | TBD                                                             | TBD                                                             |
|                                                                 | Démocrate                                                       | Jim Atkinson                                                    | TBD                                                             | TBD                                                             |
| Total des votes                                                 | Total des votes                                                 | Total des votes                                                 | TBD                                                             | 100 %                                                           |
|                                                                 |                                                                 |                                                                 |                                                                 |                                                                 |